# Відміна (оповідання)
«Відміна» — оповідання Леся Мартовича.
Написане восени 1904 р., вперше надруковано в газеті «Свобода» в № 9, 24 лютого і № 10, 3 березня 1905 р. За ідейним змістом — викриття індивідуалізму в житті селян — оповідання близьке до казки «Стрибожий дарунок». Ввійшло до третьої збірки Л. Мартовича «Стрибожий дарунок і інші оповідання» (1905).